# Holub
Holub je české jméno pro asi třicet rodů ptáků z čeledi holubovití. Nejčastěji je tímto jménem zkráceně označován domestikovaný holub domácí, chovaný pro užitek nebo zábavu. Byl vyšlechtěn s největší pravděpodobností z holuba skalního (Columba livia).

## Evoluce
Holubi existovali již nejméně před 1,7 milionu let, tedy v období staršího pleistocénu. To dokazují fosilie druhu Columba congi objevené na území Číny.

## Popis a význam
Cvičení holubi domácí bývali používáni k dopravování zpráv, jako tzv. poštovní holubi.
Ve volné přírodě se můžeme setkat s holubem hřivnáčem a holubem doupňákem. Tyto dva druhy mají různý způsob života, žijí v lese a spíše osaměle.
V Evropě žijí jen holubi z rodu Columba. Nejvíce druhů holubů žije v tropech, v Africe a hlavně v Jihovýchodní Asii. Holub stěhovavý, Ectopistes migratorius, byl nejpočetnějším ptačím druhem na zemi. V miliónových hejnech obýval Severní Ameriku. Byl vyhuben člověkem, poslední holub uhynul v zoologické zahradě v Cincinnati v roce 1914.
Jako exotičtí ptácí jsou někdy chováni holub chocholatý (Geophaps lophotes), holub zelenokřídlý (Chalcophaps indica) nebo holub krvavý (Galicolumba luzonica). Někteří holubi jsou nápadně zbarvení, jako holub nádherný (Ptilinopus superbus), holub nikobarský (Caloenas nicobarica), holub bronzový (Ducula aenea) nebo holub vínokrký (Ptilinopus porphyrea). Peří většiny druhů je ale spíše nenápadné, šedé nebo hnědé.
Holubi mají vysoce vyvinuté vole, je tvořeno dvěma postranními a jednou střední vychlípeninou. Samec se od samice liší větším a mohutnějším tělem a nosem nad zobákem, samice jsou klidnější, menší a celkově ušlechtilejší oproti samcům. U chovatelů se holubi značí podle pohlaví zkratkami. Samec se značí: (H). Samice se značí: (HE)

## Některé druhy
- holub atolový
- holub domácí
  - plemena holubů
  - seznam plemen holubů
- holub doupňák
- holub hřivnáč
- holub nikobarský
- holub písmenkový
- holub skalní
- holub stěhovavý
- holub vínokrký
- holub zejkozobý

## Symbolika holubice
Samička holuba se často objevuje v umění jako symbol
- lásky a stálosti – např. náhrobní plastika
- míru a dobré zprávy (viz Noe)
- Ducha svatého
- duše opouštějící tělo
- naděje[2]